# Tonge
Tonge är en civil parish i grevskapet Kent i sydöstra England. Den ligger i distriktet Swale och utgörs av en ostlig förort till Sittingbourne samt ett landsbygdsområde öster om staden. Civil parishen hade 1 344 invånare vid folkräkningen år 2021.